# Campionato del mondo femminile di scacchi 2023
Il campionato del mondo femminile di scacchi 2023 è stato un match tra la campionessa in carica Ju Wenjun e la sfidante Lei Tingjie, che si è disputato in Cina dal 3 al 22 luglio del 2023 tra Chongqing e Shanghai.
L'incontro è stato vinto da Ju Wenjun, che ha mantenuto il titolo con il punteggio di 6,5-5,5.

## Organizzazione
Quella del 2022 è l'edizione del ritorno alla formula del match ogni due anni. Nel 2018 la FIDE decise di dire addio all'alternanza tra il torneo ad eliminazione diretta e il formato classico del match tra campionessa e sfidante. Sebbene il mondiale del 2020 sia stato giocato in forma di match, esso era ancora l'ultimo della formula dell'alternanza. Come in altre edizioni ad ospitare il match sono state le città natale delle due sfidanti: Shanghai e Chongqing.

## Qualificazioni
La sfidante veniva decretata dal Torneo delle candidate, che prevedeva 8 partecipanti. Un posto veniva assegnato di diritto alla finalista della precedente edizione, mentre la qualificazione delle altre sei partecipanti al torneo veniva decretata da tre tornei organizzati dalla FIDE ed elencati di seguito:
- Coppa del Mondo
- FIDE Grand Prix
- FIDE Grand Swiss

Non vennero assegnate wild card.

### Coppa del Mondo
La Coppa del Mondo è stato un torneo a eliminazione diretta tra 103 giocatrici, che si è svolto a Soči, in Russia, dal 10 luglio al 4 agosto del 2021; ogni turno consisteva in un mini-match di due partite, seguito eventualmente da spareggi di gioco rapido e lampo. I giocatori si sono qualificati al torneo principalmente in base ai campionati continentali del 2018 e del 2019, i tornei zonali, il punteggio Elo. L'ex campionessa del mondo Aleksandra Kostenjuk vinse la finale contro Aleksandra Gorjačkina, già qualificata al Torneo delle candidate in quanto sfidante uscente. Con la Kostenjuk si qualificarono ai Torneo delle candidate la cinese Tan Zhongyi e l'ucraina Anna Muzyčuk, uscite entrambe in semifinale.

### FIDE Grand Prix
Il Grand Prix è un ciclo di quattro tornei che si è tenuto dal 10 settembre 2019 al 2 giugno 2021. Il circuito sarebbe dovuto finire per il 2020, ma la sua conclusione è stata posticipata di un anno a causa della pandemia di COVID-19. L'ultima tappa del ciclo interrotto a marzo 2020, avrebbe dovuto giocarsi in Italia, in Sardegna, ma l'emergenza sanitaria ha reso impossibile l'organizzazione dell'evento che si è tenuto a Gibilterra.
La classifica finale del circuito è stata vinta da Aleksandra Gorjačkina che tuttavia era già qualificata al Torneo delle candidate come sconfitta del match mondiale femminile del 2020. Si sono qualificate Humpy Koneru e Kateryna Lahno in quanto rispettivamente seconda e terza del circuito.

### FIDE Grand Swiss
Il FIDE Grand Swiss 2021 è stato un torneo che si è disputato a Riga, in Lettonia, dal 25 ottobre all'8 novembre 2021. La vincitrice è stata la cinese Lei Tingjie che ha totalizzato nove punti su undici, distanziando di un punto e mezzo le inseguitrici.

### Punteggio Elo
Una giocatrice veniva selezionata attraverso la Classifica mondiale FIDE femminile. Colei che aveva il punteggio più alto a gennaio 2022 sarebbe stata qualificata al Torneo delle candidate. La più alta come punteggio Elo tra le non qualificate fu l'ex campionessa del mondo ucraina Marija Muzyčuk.

## Il Torneo delle candidate
Il Torneo delle candidate si è disputato dal 24 ottobre 2022 al 3 aprile 2023. Il formato avrebbe dovuto essere quello del girone all'italiana con andata e ritorno, ma la FIDE cambiò la formula in un torneo a eliminazione diretta da disputarsi in luoghi diversi. La finale tra le due cinesi Lei Tingjie e Tan Zhongyi, disputatasi a Chongqing, in Cina, a partire dal 27 marzo del 2023, ha visto trionfare la Lei con il punteggio di 3,5-1,5.

## Il match
L'incontro è stato disputato con la formula del giorno di riposo ogni due partite. Dopo la sesta partita le due sfidanti si sono trasferite da Shanghai a Chongqing. Eventuali spareggi sarebbero consistiti in un mini-match di quattro partite a cadenza rapid con il tempo di 25 minuti e 10 secondi di incremento a mossa, dalla prima mossa. Se l'incontro sarebbe rimasto ancora in parità si sarebbe proseguito con un mini-match di due partite a cadenza blitz con il tempo di 5 minuti e 3 secondi di incremento a mossa, dalla prima mossa. Nel caso in cui neanche le due blitz non fossero bastate si sarebbe ripetuto a colori invertiti il mini-match precedente. Se anche dopo quest'ultimo la parità fosse persistita, si sarebbe giocata una partita singola, sempre blitz, con il tempo di 3 minuti e 2 secondi di incremento per mossa, a partire dalla prima mossa. Quest'ultima formula poteva essere ripetuta all'infinito fino a quando non fosse emersa una vincitrice. Il montepremi è di 500 000€, dei quali 300 000 vanno alla vincitrice e 200 000 alla sconfitta; tuttavia se il match dovesse andare agli spareggi il montepremi sarà diviso premiando la vincitrice con 275 000€ e la sconfitta con 225 000.

### Risultati
|                     | 1 | 2 | 3 | 4 | 5 | 6 | 7 | 8 | 9 | 10 | 11 | 12 | Totale |
| ------------------- | - | - | - | - | - | - | - | - | - | -- | -- | -- | ------ |
| Ju Wenjun ( Cina)   | ½ | ½ | ½ | ½ | 0 | ½ | ½ | 1 | ½ | ½  | ½  | 1  | 6,5    |
| Lei Tingjie ( Cina) | ½ | ½ | ½ | ½ | 1 | ½ | ½ | 0 | ½ | ½  | ½  | 0  | 5,5    |